# Bruno J. Global
Bruno J. Global (ブルーノ・J・グローバル?, Buruno Jei Gurobaru) è un personaggio immaginario, capitano della SDF-1 Macross, nell'anime The Super Dimension Fortress Macross. È stato ribattezzato Henry J. Gloval nell'adattamento americano dell'anime intitolato Robotech.

## Storia nell'anime
Il capitano Global è un ufficiale italiano (russo in Robotech) di sottomarini coinvolto nel recupero della nave aliena into SDF-1 Macross. È l'addetto al ponte comandi della nave ed è un uomo estremamente freddo e razionale, fumatore di pipa nei momenti di nervosismo.
Prima di comandare il Macross, l'ufficiale al comando di Global durante la guerra per l'unificazione della terra, era il padre di Misa Hayase. Global era il capitano del sottomarino Marco Polo e dell'astronave della UN Spacy Goddard.
Dopo la prima guerra spaziale, a Global fu fatto assumere una posizione governativa nel governo terrestre che creò il progetto dell'emigrazione umana, uno schema di colonizzazione dello spazio, per permettere alla razza umana ed alla Protocultura di sopravvivere ad una eventuale dominazione Zentradi. Dopo la trionfante guerra contro gli zentradi, Global viene promosso ammiraglio e nel 2014 si ritira dalla vita militare.
Nella serie, Bruno J. Global sposa Miho nel marzo 2003. Non viene specificato se i due hanno avuto figli, ne se sono sopravvissuti alla battaglia contro la flotta principale di Boddole Zer.
Nel sequel Macross Frontier si scoprirà che il nome Global è stato dato ad un'astronave di classe Macross, la Macross 04 Global, appartenente alla 117ª flotta di esplorazione.

## Influenza culturale
Come tributo alla serie, il personaggio del capitano Nemo nell'anime Nadia - Il mistero della pietra azzurra di Hideaki Anno, è reso graficamente in maniera molto simile a Global. Lo stesso Hideaki Anno aveva lavorato come animatore in Macross. Nella versione in lingua inglese si è fatto in modo che anche il doppiatore dei due personaggi interpretasse in maniera simile.